# Coracina atriceps
Coracina atriceps е вид птица от семейство Campephagidae.

## Разпространение
Видът е разпространен в Индонезия.